# Рашковская, Стефания Александровна
Стефания Александровна Рашковская (* 01.01.1931) — Герой Социалистического Труда. Почетный ветеран Украины.

## Биография
Родилась 1 января 1931 года в с. Пасеки Томашевского уезда Люблинского воеводства, Польша. Трудовую деятельность начала в 1945 г. в колхозе «Маяк» Струсовского района Тернопольской области. Возглавляла звено. В 1949 г. удостоена звания Героя Социалистического Труда. Училась в сельскохозяйственной школе по подготовке председателей колхоза в Черновцах. В 1952-1955 гг. — заместитель председателя исполкома, председатель районной плановой комиссии Струсовского районного совета депутатов трудящихся. С 1955 г.  — агроном машинно-тракторной станции (МТС) в с. Клишковцы Хотинского района Черновицкой области, впоследствии была избрана заместителем председателя исполкома Хотинского районного совета. Работала агрономом-энтомологом Клишковецкой МТС, агроном районной сельскохозяйственной инспекции, заведующей контрольно-семенной лабораторией, начальником Хотинской районной государственной семенной инспекции.

### Общественная деятельность
Избиралась депутатом Струсовского и Хотинского районного совета, членом Всесоюзного совета мира, народным заседателем Верховного суда Украинской ССР.

## Награды
- Медаль «Золотая Звезда».
- Орден Ленина.
- Медаль «За доблестный труд».
- Медаль «За трудовую доблесть»
- Награда Совета организации ветеранов Украины «Почетный ветеран Украины».